# 一行文
一行文為網路語言，意指非常短的文章。如果在BBS或論壇（專門灌水的討論版例外）寫一行文大多都會被管理員刪除。

## 通常的「一行文」
- 謝謝提供這麼好的（某物）！
- 安安啊！你居然在這裡啊
- 救救我！我不能（某事）！拜託幫個忙！
- 如題...（通常又被叫成如題文）

## 不是灌水的一行文
有一些一行文則是例外。例如回覆一些文章中的問題，那就不是灌水，除非該討論區有字數或行數限制，否則一般不會被板主刪除。板主有時會建議問題修改後請自己刪除那篇回覆。
- （通常是回覆）請問為什麼連結有問題呢？你能不能修改？